# Petrovice ve Slezsku

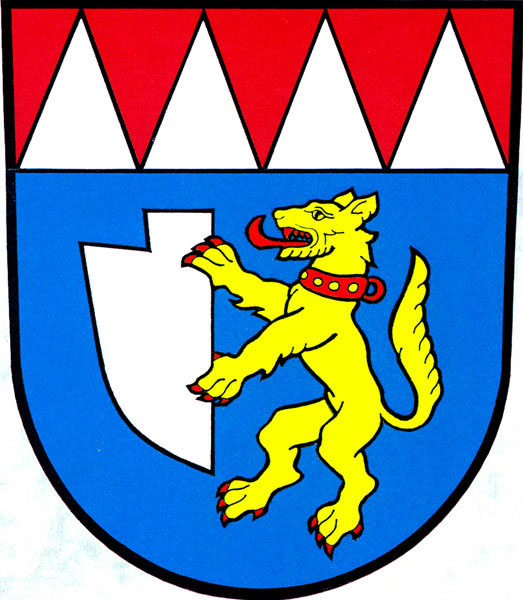
Petrovice ve Slezskus vapen.

Petrovice ve Slezsku (tyska Petersdorf) är en by och en kommun i distriktet Bruntál i regionen Mähren-Schlesien i nordöstra Tjeckien. Petrovice ve Slezsku, som för första gången omnämns i ett dokument från år 1267, hade 137 invånare år 2013.